# سحر (إيهام)

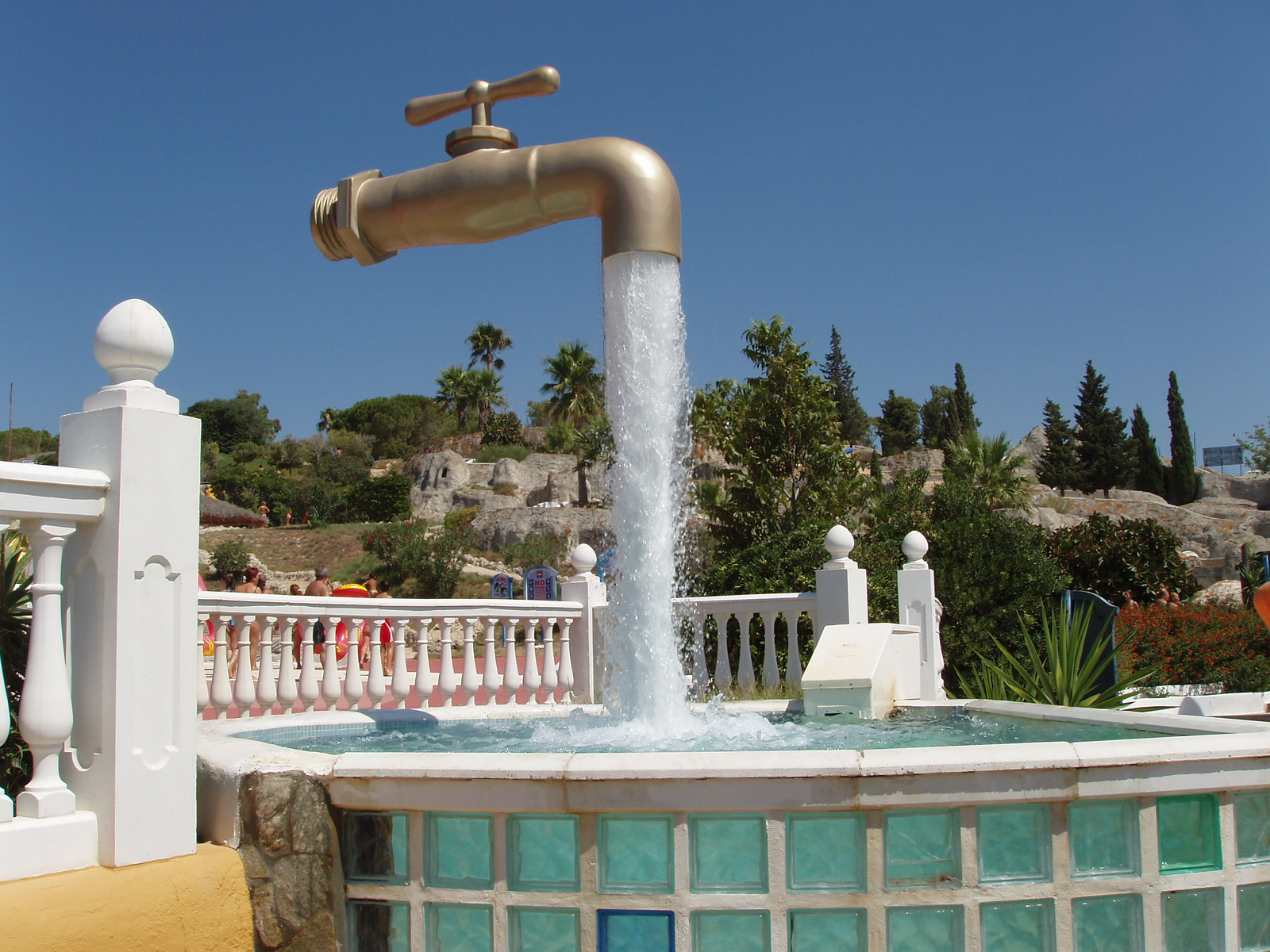
.

فن الوهم أو السحر أو الخداع فن قديم يعتمد على إيهام المشاهدين بمجموعة من القدرات الخارقة للطبيعة عن طريق استخدام الخداع البصري وخفة اليد ، شنت حرب على هذا الفن في بداية ظهوره في أوروبا في العصور الوسطى للاعتقاد بأنه مرتبط بالسحر الحقيقي.

## خفة اليد

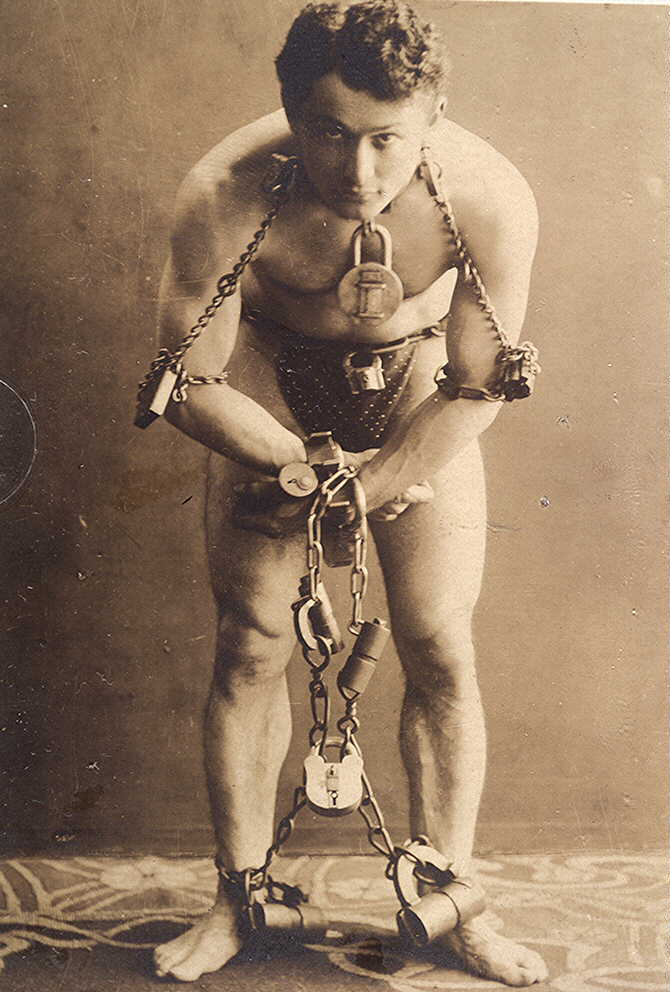
هاري هوديني

بالرغم من إن مهارة خفة اليد والإيحاء يعتبر من الفنون الترفيهية القديمة إلا أنها تحولت إلى نوع منظم من الفن الترفيهي في القرن الثامن عشر ويعتبر العديدين الفرنسي جان يوجين روبرت (1805 - 1871) من الرواد في هذا المجال حيث فتح خشبة لعرض مهاراته في باريس عام 1840 وتم افتتاح مسرح لهذا الغرض في لندن عام 1873. يعتبر الهنغاري المولد هاري هوديني (1874 - 1926) من أكبر الأسماء في فن الإيحاء والتخلص من القيود ولكن معظم عروضه كانت منسقة مع بعض طاقمه المختفين بين الجمهور وكان هناك تعاون بينه وبين صانعي الأغلال والأقفال. بصورة عامة يعتمد هذا النوع من الفن على خفة اليد والتنسيق مع بعض من المشاهدين للعرض واستعمال المرايا واستعمال أنفاق تحت خشبة المسرح ومع اختراع التلفزيون أصبح الأمر أكثر سهولة بواسطة استعمال الخدعة التصويرية .

## انواعه
من الأنواع الشائعة في فن الوهم:
- الإظهار لشيء من العدم: مثل إخراج أرنب من قبعة فارغة وإخراج قطع نقدية من جيب فارغ وغيرها.
- الإخفاء: مثل إخفاء حمامة أو طير بمجرد التصفيق أو اختفاء الساحر نفسه.
- التحويل: ويتم عادة بواسطة أوراق اللعب حيث يقوم شخص باختيار أحد الأوراق ثم يناوله الموحي ورقة أخرى ولكنها بخفة اليد تتحول إلى الورقة الأصلية التي اختارها المتطوع في أول الأمر أو كأن يحتفظ الساحر بغرض في يد وغرض آخر في اليد الأخرى ثم يغلق الساحر يديه عليهما وعندما يفتح نجد كل غرض وقد حل محل الآخر
- استرجاع لحالة سابقة: كإعادة تجميع حبل كان قد تم تقطيعه, أو يعيد العملات الورقية سليمة بعد أن يقوم بتقطيعها.
- الارتفاع في الهواء.
- التحكم عن بعد: كأن يقوم الساحر برفع كرسي بعيد عنه في الهواء، أو أن يدحرج كرة على الأرض دون أن يمسسها.

عادة تمارس هذه الفعاليات لغرض الترفيه ويعلم الجمهور إن هناك خدعا في كل فعالية ولكن الهدف الرئيسي هو قضاء وقت ممتع ويحافظ هؤلاء الفنانون عادة بسرية الوسائل والخدع المستعملة لإبقاء روح الإثارة ولأن النقابات التي ينتمون إليها تطالبهم بتعهد السرية لعدم إفساح المجال للهواة باقتحام مصدر رزق المحترفين.

## اقرأ أيضا
- لانس بورتين
- ديفيد بلين
- أحمد البايض
- هاري برايس